# Pierre Giffard
Pour les articles homonymes, voir Giffard.

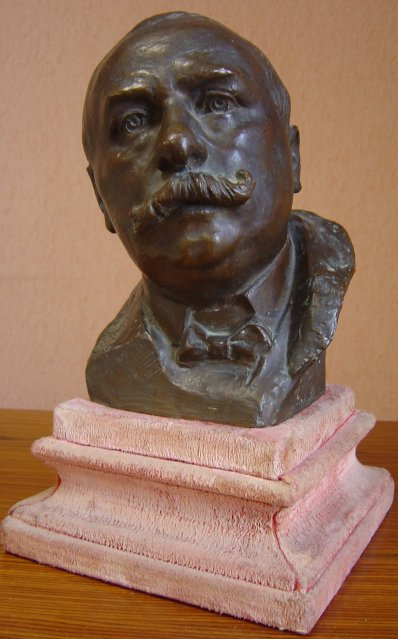
Buste de Pierre Giffard, dédicacé par Géo Lefèvre

Pierre-Louis Giffard, né le 1er juillet 1853 à Fontaine-le-Dun et mort le 21 janvier 1922 à Maisons-Laffitte, est un homme de lettres et un grand reporter, précurseur du journalisme moderne et pionnier de la presse sportive, qui fut aussi dramaturge, réalisateur et scénariste.
En matière d'organisations sportives, il crée en 1891 la course cycliste « Paris-Brest-Paris », puis, l'année suivante, la course à pied Paris-Belfort. En 1894, il lance le concours de « voitures sans chevaux » « Paris-Rouen » et, en 1896, le « Marathon de Paris ».
Alors qu'il est rédacteur en chef du quotidien sportif Le Vélo, son opposition avec le comte de Dion, sur fond d'affaire Dreyfus, est à l'origine de la naissance d'un quotidien sportif concurrent, L'Auto-Vélo, dont le directeur, Henri Desgrange, crée en 1903 le « Tour de France ».

## Biographie

### Sa jeunesse[3]
Pierre Giffard naît le 1er juillet 1853 à Fontaine-le-Dun (Seine-Maritime).
Son père était notaire et maire de ce village. Pierre est, dès l’âge de 6 ans, pensionnaire à Saint-Laurent-en-Caux, chez le père Biville. Dès l’âge de 8 ans, il est interne au lycée Corneille à Rouen où il reste jusqu’à la classe de troisième. Il est ensuite placé à Paris dans une institution du Marais qui « corrigeait au lycée Charlemagne ».
La guerre de 1870 éclate. Il se rend en Haute-Normandie, à Fontaine-le-Dun, auprès de ses parents desquels il sollicite le droit de s’engager. Son père et sa mère s’opposent à cette idée, mais finissent par céder à ce garçon de 17 ans. En novembre, il part s’engager au Havre dans l’armée auxiliaire. Il est alors élu officier (on élisait certains chefs à cette époque), nommé lieutenant le 10 décembre 1870. C'est probablement l’un des plus jeunes officiers de l’armée auxiliaire. La guerre terminée, il s’en va terminer ses études à Douai où il est reçu bachelier en août 1871.
Son père décède le 1er août 1872. Pierre est alors installé à Paris ; peu fortuné, il a toutefois une passion dont il veut faire son métier : le journalisme. Il doit faire front aux difficultés auxquelles se heurtent les débutants.

### Journalisme et reportages[3]
De 1873 à 1878, il entre successivement au Corsaire, à l’Événement, à la France, au Gaulois où il apprend le métier de journaliste avec Émile Blavet, puis au Petit Parisien de Dalloz, à La Lanterne de Ballay.
En 1880, les directeurs du Figaro, qui ont remarqué la vigueur de sa plume et apprécié son sens de la vulgarisation et de la promotion des inventions nouvelles telles que le téléphone et le phonographe, l’engagent. Cette collaboration dure huit ans.
Au terme de ses quinze premières années professionnelles, Pierre Giffard est devenu un journaliste reconnu et sollicité. Il n'est pas un événement en Europe ou en Afrique sans qu’il s’y rende. Des missions parfois dangereuses et toujours délicates, mais formatrices. Au hasard de l’actualité, il est ainsi amené à parcourir la Suisse, la Belgique, l’Allemagne, l’Italie, la Grèce, l’Autriche, l’Angleterre, l’Écosse, l’Algérie, la Tunisie, l’Égypte, Malte, Chypre, l’Espagne, la Hollande, le Danemark... Il assiste notamment à l'offensive des troupes françaises contre Cheikh Bouamama en Algérie et à la prise de Sfax (Tunisie). Il voit la flotte britannique débarquer à Alexandrie et l’escadre française quitter l’Égypte, abandonnant cette dernière au « Royaume-Uni colonial ».

### Patron de presse et organisateur d'épreuves sportives[3]
Hippolyte Marinoni lui propose de prendre en main la réorganisation du service des nouvelles du Petit Journal, poste qu’il accepte le 1er octobre 1887. Toutefois, il ne saurait se contenter de ce travail et se met à tenir une chronique. Il la signe du pseudonyme de « Jean-sans-Terre » et devient la coqueluche des lecteurs. Il collabore pendant dix ans au Petit Journal.
Pour le compte de ce quotidien, en 1891, il crée la course cycliste « Paris-Brest-Paris » ; il organise aussi l'année suivante la course à pied « Paris-Belfort ».
En 1894, il met sur pied le concours « Paris-Rouen » qui est considéré comme la première compétition automobile de l'histoire, non chronométrée. Il contribue à la fondation de « l'Automobile Club de France ».
En 1896, il crée le « Marathon de Paris ». Cette même année, quittant Le Petit Journal, il rejoint son associé Paul Rousseau à la tête du Vélo dans lequel il écrit, depuis 1892, sous le pseudonyme d’« Arator ».
Déjà chevalier de la Légion d'honneur depuis 1892, il en devient officier en 1900.

### En politique. Retour au grand reportage et passage à l'édition

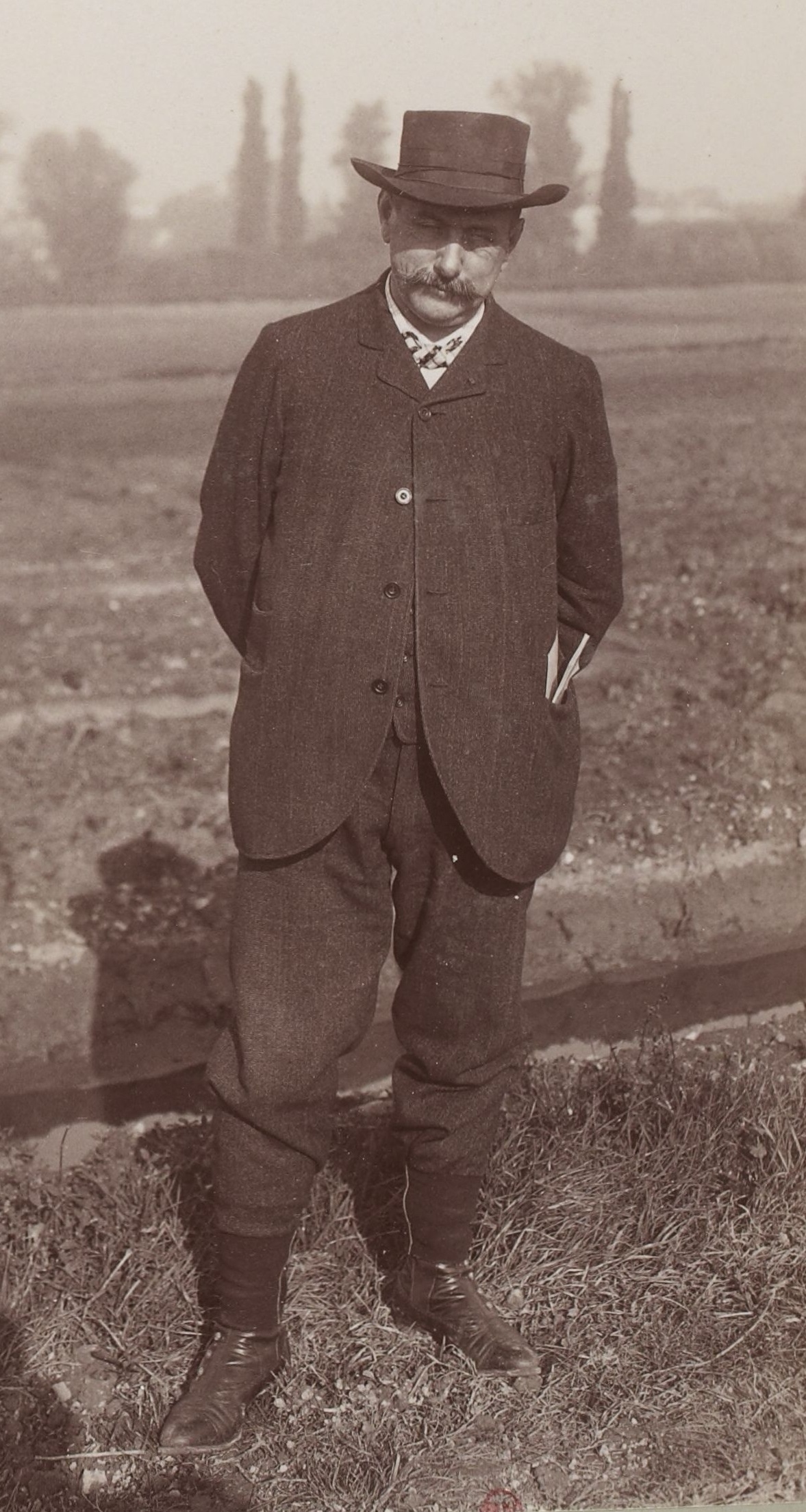
Pierre Giffard (1902).

Il se présente aux élections législatives en 1900 dans la deuxième circonscription de la Seine-Inférieure (Yvetot) en tant que candidat du Parti républicain. Il échoue de peu dans cette tentative, échec dû à une manœuvre du comte de Dion. Celui-ci a fait distribuer dans cette région d'élevage, le livre que Pierre Giffard a publié l'année précédente, La Fin du cheval, en présentant celui-ci comme son programme politique. À nouveau candidat aux élections de 1902, il est encore battu, au motif de son soutien appuyé à Dreyfus.
Jusqu’en 1903, il se consacre entièrement au journal Le Vélo, qu’il a cofondé. Il entre ensuite au Matin. Ce dernier l’envoie en 1905 en Extrême-Orient où éclate la guerre russo-japonaise. Il quitte ce quotidien peu après son retour en France. Il collabore ensuite, épisodiquement, à différents journaux comme La Dépêche coloniale et Le Petit Marseillais. C'est alors qu'il s'accomplit dans le roman populaire qu'il a abordé dès 1904.
En juin 1906, doyen des reporters français, il reprend du service pour Le Figaro à l'occasion de la réunion de la première Douma (parlement russe). Vers 1910, Henri Desgrange l'appelle à collaborer à L'Auto, fonction plus statique qu'il garde jusqu'à ses derniers jours.
Pierre Giffard est décédé le 21 janvier 1922 à Maisons-Laffitte, lieu où il résidait depuis 1883.

## Faits marquants

### Promoteur de la bicyclette. À l'origine du terme «la petite reine»
En 1891, sous le titre La Reine Bicyclette, Giffard édite un ouvrage qui traite de « l’histoire du vélocipède, des temps les plus reculés jusqu’à nos jours ». C’est notamment l’emblématique dessin de couverture (une jeune femme portant au-dessus de sa tête un vélo moderne) et le titre du livre qui marquent les esprits. L'expression ainsi trouvée par Giffard, « la reine bicyclette », va, quelques années après, devenir « la petite reine » et passer dans le langage courant.

### À l'origine du «Tour de France[6]»
Pierre Giffard, rédacteur en chef du journal Le Vélo, qui à cette époque est le premier quotidien sportif national, prend fait et cause dans ses colonnes pour le capitaine Dreyfus. Son principal annonceur, le comte Jules-Albert de Dion, furieux de ses prises de position, retire les publicités de ses automobiles du Vélo. Toutefois, comme il a besoin d’un support publicitaire, il contribue à créer un journal concurrent, L'Auto-Vélo. Ce titre devient L'Auto, après un procès intenté par Giffard.
À partir de ce moment, s’engage une farouche lutte entre les deux feuilles. Pour L'Auto, il fallait faire mieux que la course Paris-Brest-Paris, née de l'imagination de Giffard. Henri Desgrange travaille sur le sujet avec les membres de son équipe ; il adopte une idée que Géo Lefèvre — ancien du Vélo — lui avait proposé lors d’un déjeuner à l'automne 1902 : une course qui ferait le tour complet du Pays. Le « Tour de France » est né.
Vacillant dès 1902, Le Vélo disparaît en novembre 1904.

## Livres remarquables

### Le Sieur de Va-Partout
Premier  livre français d'une nouvelle forme de récit : la littérature de reportage. C'est la naissance d'un style d'auteur : l'écrivain-reporter.

### La Fin du cheval

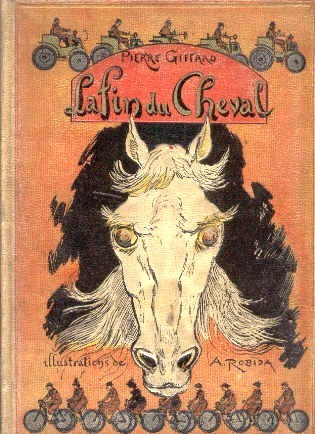
Couverture de Robida pour La Fin du cheval (1899).

Thèse du remplacement inéluctable du cheval par la bicyclette, puis par l'automobile. Ce livre est illustré par le célèbre dessinateur et polygraphe Albert Robida.

### La Guerre infernale
Sous-titré « grand roman d'aventures pour la jeunesse », publié chez Albert Méricant sous la forme de fascicules hebdomadaires (30 numéros à 20 centimes pièces), La Guerre infernale reçut encore l'appui de l'illustrateur Albert Robida et finit par paraître en deux tomes comprenant 520 images.
Son sujet : une guerre mondiale totale et destructrice, évoquée sept ans avant le déclenchement de la Première Guerre mondiale. Y sont décrits l'attaque et le siège de Londres par les Allemands et le conflit entre Japonais et Américains, un contexte qui ressemble étrangement à celui de la Seconde Guerre mondiale !
Ce roman a ensuite été publié sous plusieurs formes :
- Deux tomes de 480 pages, en éditions courante et luxueuse (1908).
- Huit volumes brochés, sous un nouveau titre : Les Drames de l'air.

## Distinctions
- Officier de la Légion d'honneur (décret du 14 août 1900)

## Publications

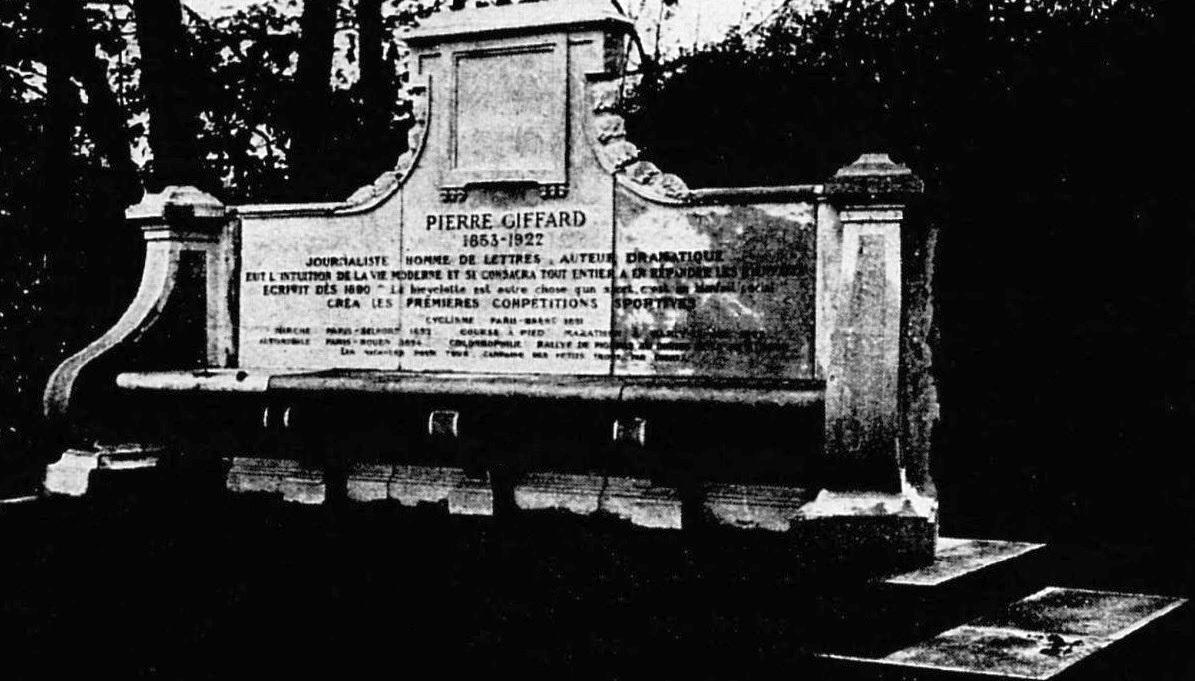
Banc Pierre Giffard de 1923, dans la forêt de St Germain (à la Croix de Noailles).

### Sujets d’actualité, récits de voyages, romans
- Le Téléphone et le Télégraphe expliqués à tout le monde, Maurice Dreyfous, 1878
- Le Phonographe expliqué à tout le monde, Edison et ses inventions, Maurice Dreyfous, 1878 lire en ligne sur Gallica
- Les Succès dramatiques. Comédie française. Les Rochambault par E. Augier. Analyse de la pièce, portraits et biographies de l’auteur et des principaux acteurs. Tresse, 1878
- Les Succès dramatiques. Théâtre lyrique. Les Amants de Vérone par M. le marquis d’Ivry. Analyse de l’ouvrage, biographies de l’auteur et des artistes. Tresse, 1879
- La Téléphonie domestique, 1879
- La Lumière électrique, 1879
- Le Sieur de Va-Partout, souvenirs d’un reporter, Maurice Dreyfous, 1880 lire en ligne sur Gallica
- Les Français à Tunis, Victor Havard, 1881 lire en ligne sur Gallica
- Les Grands Bazars. Paris sous la troisième république, Victor Havard, 1882 2e édition lire en ligne sur Gallica
- Le Téléphone chez soi, publié dans Saynètes et Monologues, Tresse éditeurs Paris 1882
- Les Français en Égypte, Victor Havard, 1883
- Figaro-ci, Figaro-là, La librairie illustrée, 1887
- La Tournée du père Thomas, Tresse & Stock, 1887
- Hermance ou les Trois Étapes, 1887
- La Vie au théâtre (illustrations de Albert Robida), 1887
- La Vie en chemin de fer (illustrations de Albert Robida), La librairie illustrée, 1888 lire en ligne sur Gallica
- Le Téléphone expliqué à tout le monde, Firmin-Didot, 1891
- La Reine bicyclette, Firmin-Didot, 1891
- Giffard, un nom vieux de mille ans, 1896
- La Fin du cheval (illustrations de Albert Robida), Armand Colin & Cie, 1899
- M. Loubet en Afrique, 1903 (photographies de Paul Gers) lire en ligne sur Gallica
- Beaux gestes et Braves gens. Humanité ! (nouvelles), 1903
- Les Soirées de Moukden, nouvelles russo-chinoises, Juven, 1904
- L’Enfer de neige, 1905
- Retiré des affaires (roman), Félix Juven, 1905
- Les Nuits de Mandchourie - I. L’hôtellerie souterraine, Félix Juven, 1905
- Les Nuits de Mandchourie - II. Lunes rouges et dragons noirs, Félix Juven, 1906
- Microbe - Le Petit Breton (roman), illustré par William Adolphe Lambrecht, Félix Juven, 1906
- Les Diables jaunes, 1906
- Roubles et Roublards, voyage aux pays russes, 1906
- L’Enfer de neige, les damnés de Sakkaline, 1906
- La Guerre infernale (illustrations de Albert Robida, 2 volumes), 1908
- Les Drames de l’air. Reprise sous un nouveau titre de l'œuvre précédente en huit volumes (illustrations de Albert Robida), réédition post-mortem, Albert Méricant, sans date
- La Piste du tsar, Albert Méricant, 1909
- L’Enfer de neige, Albert Méricant, 1909
- Le Tombeau de glace (roman d’aventures), ill. Ch. Lapierre, Paris, 1909, Albert Méricant, 123 p. lire en ligne sur Gallica
- Le Feu à l’Opéra-Comique (roman), 1909
- La Montre de malheur (nouvelle), 1910
- Le Violon fantôme (roman policier), Albert Méricant, 1914
- Microbe - Champion des sports, illustré par Lambrecht, Boivin & Cie, 1920 ; rééd. 1939.
- Le Livre d’or de la Légion étrangère
- L’Empire des slaves est-il possible ?
- Un trou dans la glace

### Pièces de théâtre
- Les Procès de Racine, a-propos en un acte, en vers, Tresse. Représenté au Théâtre national de l’Odéon le 21/12/1877 (première).
- Jonathan (en collaboration avec Gondinet et Oswald), comédie en 3 actes, 1879.
- Le Mannequin (en collaboration avec Philibert Bréban), comédie en 3 actes, Tresse. Représenté au Théâtre Déjazet le 11/11/1880 (première).
- Le Morse, 1880.
- Le Volcan (en collaboration avec Gondinet et Oswald), pièce en 3 actes, 1882.

## Filmographie partielle

### Comme réalisateur
- 1910 : La Receveuse des postes

### Comme scénariste
- 1911 : Les Petits désobéissants (Les Enfants désobéissants) de Georges Monca
- 1912 : Pauvre Père de Georges Denola

## Sources
- Fonds documentaire, mairie de Fontaine-le-Dun.
- Conférence Marianne et la grande boucle, les années Desgrange de M. Yves Léonard
- Jacques Seray, Pierre Giffard. Précurseur du journalisme moderne (éditions Le Pas d'oiseau, Toulouse, 2008).